# Belo Pole, Vidin
Belo Pole (în bulgară Бело Поле) este un sat în comuna Rujinți, regiunea Vidin,  Bulgaria. 

## Demografie
Componența etnică a satului Belo Pole
     Nicio identificare (1,2%)
     Romi (52,41%)
     Bulgari (46,37%)
     Turci (0%)
La recensământul din 2011, populația satului Belo Pole era de 744 locuitori. Din punct de vedere etnic, majoritatea locuitorilor (52,41%) erau romi, cu o minoritate de bulgari (46,37%). Pentru 1,2% din locuitori nu este cunoscută apartenența etnică.